# 범패스 지옥
범패스 지옥(Bumpass Hell)은 미국 캘리포니아주 래슨피크 산의 기생화산인 범패스 산 분화구에 자리잡은 고온 지열 지역으로, 유황호, 진흙 화산, 간헐천이 있다.
이곳은 아주 화산 활동이 활발하며, 달걀 썩는 냄새가 많이 나온다. 그 때문에 매우 위험하여, 분화구에서 나오는 냄새를 맡으면 안된다. 분화구엔 나무가 없다.